# Сумская, Лидия Петровна
Лидия Петровна Сумская (4 июня 1928, Лиски, Центрально-Чернозёмная область — 22 ноября 2015, с. Жарколь, район имени Габита Мусрепова, Северо-Казахстанская область, Казахстан) — колхозница, комбайнёр совхоза «Жаркольский» Чистопольского района Кокчетавской области, Казахская ССР. Герой Социалистического Труда (1981).

## Биография
Родилась в 1928 году в городе Лиски.
С 1947 года проживала в селе Жарколь Кокчетавской области, где работала дояркой, телятницей в колхозе «Жарколь» (позднее — совхоз «Жаркольский») Чистопольского района. По окончании училища механизации сельского хозяйства в 1963 году трудилась комбайнёром в совхозе «Жаркольский».
Ежегодно перевыполняла производственный план. В 1981 году удостоена звания Героя Социалистического Труда «за выдающиеся успехи, достигнутые в выполнении планов и социалистических обязательств по продаже государству в 1980 году миллиарда пудов зерна и перевыполнении планов десятой пятилетки по производству и закупкам хлеба и других сельскохозяйственных продуктов».
После выхода на пенсию проживала в селе Жарколь.
Награды
- Герой Социалистического Труда — указом Президиума Верховного Совета СССР от 19 февраля 1981 года
- Орден Ленина
- Почётный гражданин Северо-Казахстанской области[2]